# Heteranthelium
Heteranthelium là một chi thực vật có hoa trong họ Hòa thảo (Poaceae).

## Loài
Chi Heteranthelium gồm các loài: